# Joanna Kulig
Pour les articles homonymes, voir Kulig.
Joanna Kulig, née le 24 juin 1982 à Krynica-Zdrój, est une actrice et chanteuse polonaise.

## Biographie

### Enfance et formation
Elle est née le 24 juin 1982 à Krynica-Zdrój. Elle grandit près de Muszynka avec ses cinq frères et sœurs.
Sa mère est cuisinière dans une garderie et son père est poète.
Elle étudie le piano et le chant.

### Carrière
En 1998, à l'âge de 16 ans, elle remporte l'un des épisodes du télé-crochet polonais Szansa na sukces et termine troisième de la finale.
En 2002, elle participe à la deuxième édition d'un autre télé-crochet, Idol, mais ne parvient pas en finale.
En 2018, elle joue dans Cold War.

### Vie privée
Elle est mariée depuis 2009 au cinéaste et scénariste polonais Maciej Bochniak. Ils ont eu un enfant en 2019, né au UCLA Santa Monica Medical Center (en).

## Filmographie

### Cinéma
- 2007 : Stroda czwartek rano de Grzegorz Pacek : Teresa
- 2009 : Janosik, roi des voleurs (Janosik. Prawdziwa historia) de Kasia Adamik et Agnieszka Holland : la fille
- 2009 : I Love You So Much (court métrage) de Maciej Bochniak : Ewelina
- 2011 : Los numeros de Ryszard Zatorski : Sylwia
- 2011 : Milion dolarow de Janusz Kondratiuk : Zuzanna
- 2011 : Maraton tanca de Magdalena Łazarkiewicz : Agnieszka
- 2011 : La Femme du Ve de Paweł Pawlikowski : Anna
- 2011 : Le Souvenir de toi (Die verlorene Zeit) d'Anna Justice : Magdalena Limanowska
- 2012 : Elles de Małgorzata Szumowska : Alicja
- 2012 : Drôles d'oiseaux (Zambezia) de Wayne Thornley : la femme de Neville (voix version polonaise)
- 2013 : Lasting (Nieulotne) de Jacek Borcuch : Marta
- 2013 : Hansel and Gretel : Witch Hunters de Tommy Wirkola : la sorcière rousse
- 2013 : Ida de Paweł Pawlikowski : la chanteuse
- 2013 : Way Back Home (Jibeuro ganeun gil) de Pang Eun-jin : Yalka
- 2014 : Facet (nie)potrzebny od zaraz de Weronika Migon : Patrycja
- 2015 : Warsaw By Night de Natalia Koryncka-Gruz : la femme
- 2015 : Disco Polo de Maciej Bochniak : Anka
- 2016 : Les Innocentes d'Anne Fontaine : la nonne Irena
- 2016 : Pitbull. Niebezpieczne kobiety de Patryk Vega : Zuza
- 2917 : Cargo (court métrage) de Tomasz Bochniak et Slawomir Shuty : la danseuse
- 2018 : Cold War (Zimna wojna) de Pawel Pawlikowski : Zula
- 2018 : Play (court métrage) de Piotr Sulkowski : la mère
- 2018 : Kler de Wojciech Smarzowski : Hanka Tomala
- 2018 : 7 uczuc de Marek Koterski : la mère de Gosia
- 2018 : Milosc jest wszystkim de Michal Kwiecinski : Magda
- 2019 : Ja terza klamie de Pawel Borowski : l'agent
- 2019 : Safe Inside de Renata Gabryjelska : Sylvia
- 2022 : Kompromat de Jérôme Salle : Svetlana
- 2022 : Kazdy wie lepiej de Michal Rogalski : Ania
- 2023 : She Came to Me de Rebecca Miller : Magdalena Szyskowski
- 2023 : Kobieta z... de Malgorzata Szumowska et Michal Englert : Iza
- 2023 : Knox (Knox Goes Away)  de Michael Keaton : Annie
- 2024 : Isola Movie de Nora Jaenicke

### Télévision
- 2014 : Le Crime : Monika Krajewska
- 2019 : Hanna : Johanna Zydek-Heller[9]
- 2020 : The Eddy : Maja

## Distinctions
- 31e cérémonie des prix du cinéma européen : Prix du cinéma européen de la meilleure actrice pour Cold War[10]